# Czarny Staw (gmina Małdyty)
Czarny Staw (niem. Schwarzer Teich) – staw (jezioro stawowe) o powierzchni około 15 ha, położony w Lasach Dobrocińskich, na wschód od wsi Wilamowo (gmina Małdyty, woj. warmińsko-mazurskie).